# Текиль-Таш
Текиль-Таш (также балка без названия; укр. Текіль-Таш, крымскотат. Tekil Taş, Текиль Таш) — маловодная балка (река) на юго-восточном берегу Крыма, правый приток реки Туклузка, находится на территории городского округа Судак. Длина водотока 6,4 километра, площадь водосборного бассейна — 6,7 км². Балка начинается на хребте Токлук-Сырт Главной гряды Крымских гор оврагом Балка-Дере, пролегает общим направлением на юг. Согласно справочнику «Поверхностные водные объекты Крыма» у балки 2 безымянных притока, длиной менее 5 километров, впадает в Туклузку 4 километрах от устья. Водоохранная зона балки установлена в 50 м.
В конце XIX века князем Горчаковым в отрогах балки были оборудованы винные подвалы «Архадересе» — овраги были расчищены, перекрыты сводами в несколько этажей и засыпаны землёй — сейчас винохранилища комбината Солнечная Долина в селе Миндальное.